# غيلان ده (كلخوران)
غیلان ده (بالفارسية: گیلان‌ده) هي قرية تقع في إيران في قسم کلخوران الريفي. يقدر عدد سكانها بـ 877 نسمة .